# Koppatz
Koppatz, niedersorbisch Kopac, ist ein Ortsteil der Gemeinde Neuhausen/Spree im Landkreis Spree-Neiße in Brandenburg. Bis zur Eingemeindung am 19. September 2004 war Koppatz eine eigenständige Gemeinde.

## Lage
Koppatz liegt in der Niederlausitz, etwa zehn Kilometer Luftlinie südöstlich des Stadtzentrums von Cottbus. Der Ortsteil grenzt im Norden an Kahren, im Osten an Roggosen, im Südosten an Laubsdorf, im Süden an Neuhausen und im Westen an Frauendorf. Zum Ortsteil gehört der Wohnplatz Koppatzer Ausbau.
Koppatz liegt an der Kreisstraße 7113 zwischen Frauendorf und Roggosen und der Kreisstraße 7114 zwischen Neuhausen und Kahren. Südlich des Dorfes liegt der Flugplatz Neuhausen. Im Südosten führt die Kohlebahn vom Tagebau Welzow-Süd zum Kraftwerk Jänschwalde an Koppatz vorbei. Der Bahnhof Neuhausen (b Cottbus) liegt rund anderthalb Kilometer von Koppatz entfernt.

## Geschichte
Koppatz wurde in einer Urkunde vom 2. August 1448 als Copatz erstmals urkundlich erwähnt. Der Ortsname stammt von dem sorbischen Wort „kopac“ für „Hügel“ und bezeichnet einen Ort in hügeligem Gelände.
Der Ort wurde vermutlich ursprünglich als Sackgassendorf angelegt und später zum Straßendorf ausgebaut. Koppatz gehörte zur Herrschaft Cottbus und lag somit in einer kurfürstlich-brandenburgischen Exklave, die von böhmischem und später sächsischen Gebiet umgeben war. Ab Ende des 16. Jahrhunderts gehörte das Gut Koppatz den Herren von Pannwitz, von diesen wurde es im Jahr 1603 mit dem benachbarten Gut Kahren vereinigt. Im Jahr 1635 bestand das Dorf aus elf Bauernhufen und drei Gärtnerstellen. Für das Jahr 1718 sind in Koppatz elf Bauernhufen und zweieindrittel Kossätenhufen verzeichnet. Im Jahr 1766 kam der Ort in den Besitz der Familie von Kleist.
Nach dem Tilsiter Frieden gehörte Koppatz ab 1807 zum Königreich Sachsen. Im Jahr 1809 lebten acht Bauern, fünf Kossäten, vier Bünder und ein Einlieger im Ort, wobei die Bünder in den Jahren zuvor in der etwas abseits des Dorfes gelegenen Ausbausiedlung angesiedelt wurden. Nach der auf dem Wiener Kongress beschlossenen Teilung Sachsens wurde Koppatz wieder preußisch und gehörte zum Kreis Cottbus in der Provinz Brandenburg. Im Jahr 1818 hatte das Dorf 123 Einwohner in 19 Wohngebäuden, zum Ort gehörte eine Windmühle. Seit 1830 bildete Koppatz zusammen mit dem benachbarten Frauendorf einen Schulbezirk, dessen Schulgebäude sich in Koppatz befand. Bei der Volkszählung am 1. Dezember 1871 ermittelte man in der Landgemeinde Koppatz 255 Einwohner in 52 Haushalten. Im 19. Jahrhundert gehörte der Ort zeitweise der Familie von Oertzen, ab 1887 waren die Grafen von Pückler die Besitzer des Gutes Kahren mit Koppatz.

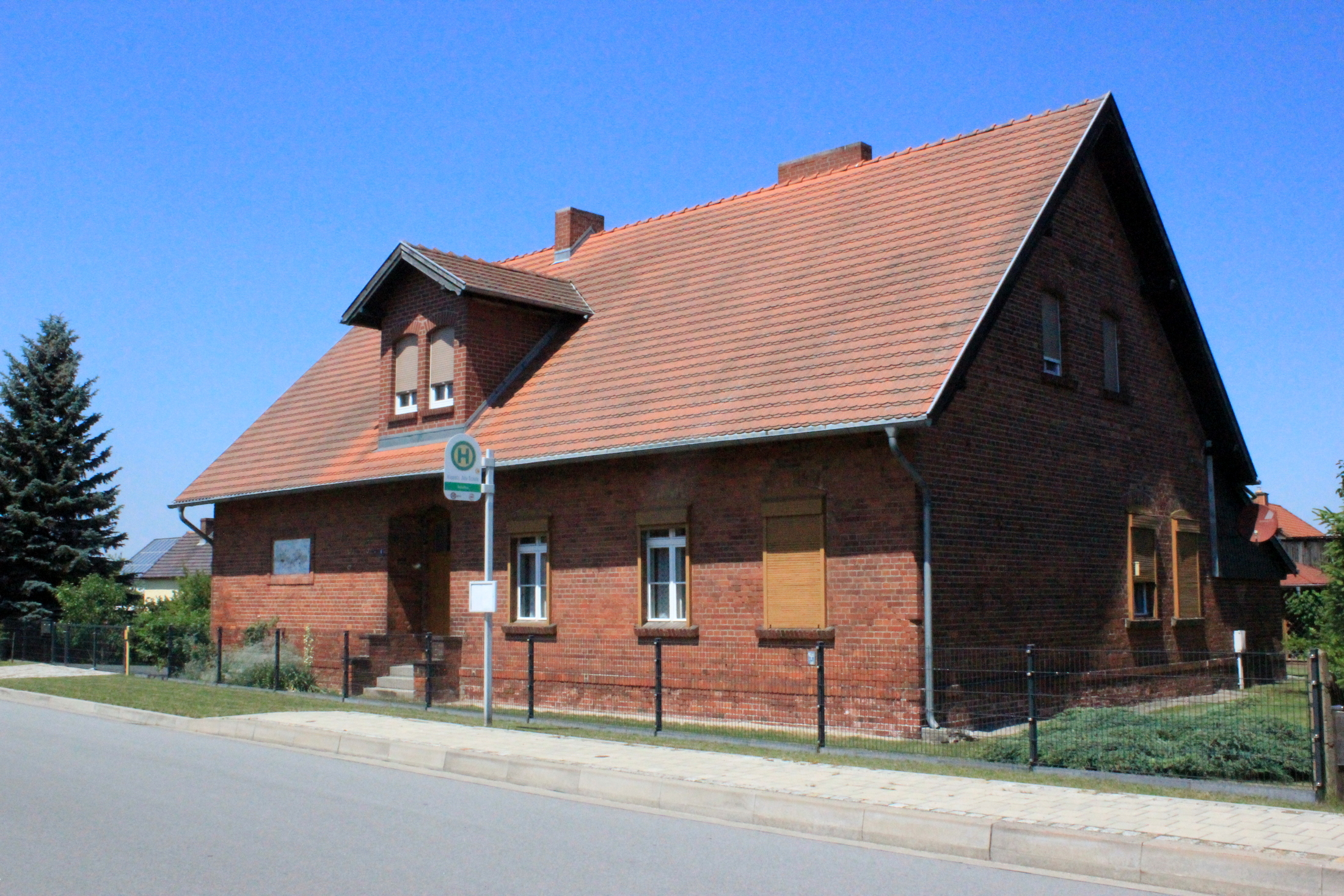
Ehemalige Dorfschule

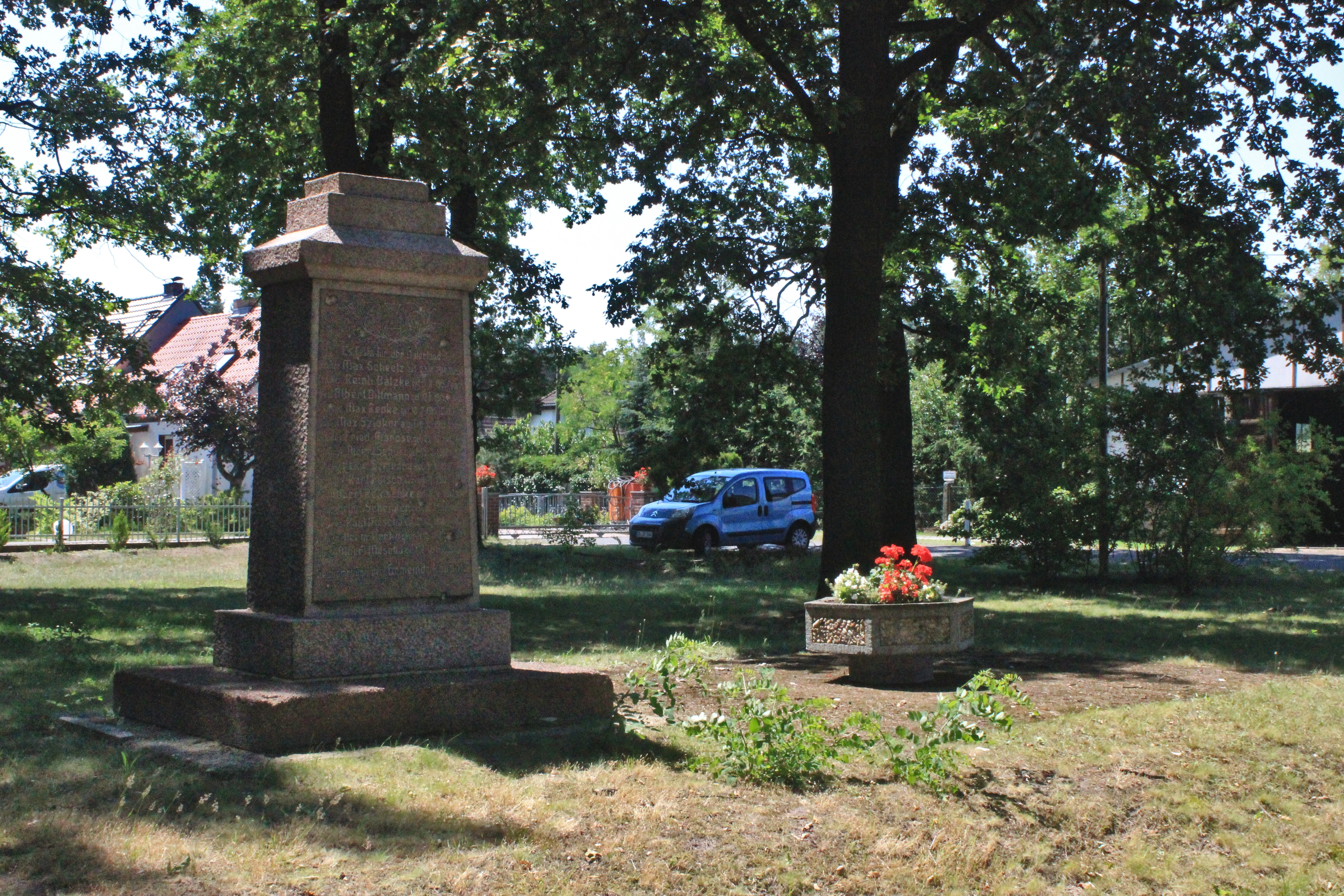
Gefallenendenkmal

Das alte Schulgebäude in Koppatz wurde 1908 abgerissen und durch einen Neubau ersetzt, der im Oktober des Jahres eingeweiht wurde. Im Jahr 1910 wurde das Gutsland in Kahren und Koppatz parzelliert und zu Siedlungszwecken verkauft. 1919 erfolgte der Anschluss des Ortes an das Stromnetz. Nach dem Ende des Ersten Weltkrieges wurde in Koppatz ein Gefallenendenkmal aufgestellt. Gegen Ende des Zweiten Weltkrieges wurde Koppatz am 18. April 1945 von der Roten Armee eingenommen, bei den Kampfhandlungen wurden zahlreiche Gebäude im Ort stark beschädigt. Der Ort wurde ab dem folgenden Jahr wieder aufgebaut.
Bei der DDR-Gebietsreform am 25. Juli 1952 wurde die Gemeinde Koppatz dem Kreis Cottbus (ab 1954 Kreis Cottbus-Land) im Bezirk Cottbus zugeordnet. Das Schulgebäude im Ort wurde ab dem Schuljahr 1954/55 nur noch unregelmäßig genutzt. Bis 1960 wurden alle landwirtschaftlichen Betriebe in Koppatz in der Landwirtschaftlichen Produktionsgenossenschaft „Frohe Zukunft“ kollektiviert. Im gleichen Jahr erfolgte die Gründung eines Erntekindergartens. Nach der Wiedervereinigung gehörte Koppatz zunächst zum Landkreis Cottbus in Brandenburg, dieser ging bei der Kreisreform am 6. Dezember 1993 im neu gebildeten Landkreis Spree-Neiße auf. Bereits im Jahr zuvor hatte sich die Gemeinde mit siebzehn weiteren Kommunen im Amt Neuhausen/Spree zusammengeschlossen.
Am 19. September 2004 wurde Koppatz in die neu gebildete Großgemeinde Neuhausen/Spree eingegliedert, das Amt Neuhausen/Spree wurde aufgelöst. Im Jahr 2022 belegte Koppatz im Wettbewerb „Unser Dorf hat Zukunft“ innerhalb des Landkreises Spree-Neiße den zweiten Platz.

## Einwohnerentwicklung
| Jahr | Einwohner |
| ---- | --------- |
| 1875 | 245       |
| 1890 | 279       |
| 1910 | 241       |

| Jahr | Einwohner |
| ---- | --------- |
| 1925 | 254       |
| 1933 | 251       |
| 1939 | 248       |

| Jahr | Einwohner |
| ---- | --------- |
| 1946 | 274       |
| 1950 | 293       |
| 1964 | 277       |

| Jahr | Einwohner |
| ---- | --------- |
| 1971 | 289       |
| 1981 | 236       |
| 1989 | 202       |

| Jahr | Einwohner |
| ---- | --------- |
| 1994 | 222       |
| 1999 | 274       |
| 2003 | 268       |

Gebietsstand des jeweiligen Jahres
Koppatz war bis ins 20. Jahrhundert ein rein sorbischsprachiges Dorf. Als der Volkskundler Arnošt Muka Koppatz im Jahr 1884 besuchte, waren alle 255 Einwohner des Ortes Sorben. In der Dorfschule, die zu diesem Zeitpunkt von 62 Kindern besucht wurde, waren alle Kinder Sorben; es wurde jedoch teilweise in deutscher Sprache unterrichtet. In der Kahrener Kirche, zu der Koppatz gepfarrt ist, wurde damals auf Deutsch und auf Sorbisch gepredigt. Im Jahr 1956 hatten nur noch 11,3 Prozent der Einwohner Sorbischkenntnisse.

## Ortsvorsteher
Der Ortsvorsteher ist Mirko Konetzke, seine Stellvertreter sind Ulrich Scholtosch und Uwe Zillmer.

## Persönlichkeiten
- Gerd Pigola (* 1943), Badmintonspieler
- Eckhard Schneider (1943–2022), Kunsthistoriker